# Ronald-Mike Neumeyer
Ronald-Mike Neumeyer (* 21. Juni 1961 in Sulingen) ist ein deutscher Politiker (CDU). Er war Senator für Bau, Umwelt und Verkehr in der Freien Hansestadt Bremen.

## Biografie
Neumeyer lebt seit seiner Kindheit in Bremen.
Nach einer Ausbildung zum Speditionskaufmann und dem Wehrdienst war Neumeyer bei verschiedenen Speditionen wie CET GmbH, Danzas und swb Vertrieb Bremen beschäftigt.
Neumeyer ist Mitglied der CDU. Er war u. a. von 1985 bis 1989 Landesvorsitzender der Jungen Union.
Er war mehrmals Mitglied der Bremer Bürgerschaft. Von 1995 bis 1999 war Neumeyer Vorsitzender der CDU-Bürgerschaftsfraktion.
Zwischen dem 22. Februar 2006 und dem 28. Juni 2007 war Neumeyer bremischer Senator für Bau, Umwelt und Verkehr. Die Bürgerschaft wählte ihn mit 62 von 79 Stimmen zum Nachfolger von Jens Eckhoff.